# Mélina
Mélina est un prénom grec féminin.

## Origine
L'étymologie première du prénom grec Melina dérive du nom grec μέλι (méli), qui signifie le miel. En d'autres termes, Melina serait donc celle qui est douce comme le miel » ou « faite de miel ». Son étymologie ne doit pas être confondue avec celle des prénoms Mélissa de μέλισσα « abeille » ni de Mélanie, de μελανός, « noire ».

## Popularité
Ce prénom était resté presque exclusivement utilisé en Grèce, lorsque la notoriété internationale de l'actrice, chanteuse et femme politique grecque Melina Mercouri (1925-1994) le fit connaître dans le monde entier. À partir du milieu du XXe siècle il s'est peu à peu répandu dans de nouveaux pays, dont la France (où il était attesté mais très peu usité). Mais il ne connaît une véritable expansion que depuis le début des années 2000.
Le prénom Melina est répandu en Grèce, à Chypre, en Iran et dans le sud de l'Italie. En Italie, il s'agit souvent de l'abréviation donnée au prénom Carmelina, lui-même un diminutif de Carmela. 
En Grèce, Melina peut aussi être un surnom, généralement une forme courte de Magdalene, Melpomene, Simela et moins souvent Amalia.

## Fête
Il n'y a pas à proprement parler de Sainte Mélina dans le calendrier grégorien. En revanche en Grèce, le prénom Melina est fêté le 16 septembre le même jour que la martyre Sainte Melitini,.

## Les «Mélina» célèbres
- Melina Aslanidou, chanteuse grecque.

- Melina Kanakaredes, actrice gréco-américaine ayant joué dans Les Experts : Manhattan.
- Melina León, chanteuse et actrice portoricaine de merengue.
- Melina Marchetta (en), auteure australienne.
- Melina Matsoukas, réalisatrice de vidéoclips gréco-américaines.
- Melina Mercouri (1920-1994), actrice, chanteuse et femme politique grecque. Outre une brillante carrière d'actrice et de chanteuse, elle fut une inlassable opposante à la dictature des colonels entre 1967 et 1974, période durant laquelle elle dut s'exiler en France. De retour en Grèce après la chute du régime, elle fut députée du PASOK (« mouvement socialiste panhellénique ») en 1978, et ministre de la Culture de 1981 à 1989, puis de 1993 à sa mort en 1994. Lors de son décès, une semaine de deuil national fut décrétée.
- Melina Pérez (née en 1979), catcheuse américaine, trois fois « Championne féminine », deux fois « Championne des Divas » et première femme à avoir remporté ces deux titres la même année.
- Mélina Robert-Michon (née en 1979), athlète française spécialiste du lancer du disque, vice-championne du monde 2013 et détentrice du record de France.
- Melina Teno, joueuse de water-polo brésilienne.

|  |  |  |
|  |  |  |

## Toponymes
- Melina, un village de Bosnie-Herzégovine situé sur le territoire de la ville de Banja Luka, dans la république serbe de Bosnie.
- Melina, un village de Bosnie-Herzégovine situé dans la municipalité de Dobretići, dans le canton de Bosnie centrale et dans la fédération de Bosnie-et-Herzégovine.

## Musique
- Melina[4] est un album de la chanteuse grecque Melina Mercouri sorti en 1971.
- Melina, est un hit no 1 du chanteur espagnol Camilo Sesto sorti en 1975.
- Melina, est une chanson du chanteur finlandais Tapani Kansa sorti en 1976.

## Cinéma
- Melina est un film documentaire du réalisateur camerounais François Woukoache de 1992.
- Melina Havelock est un personnage joué par l'actrice française Carole Bouquet dans le film de James Bond Rien que pour vos yeux.
- Mélina est la leader de la résistance dans le film Total Recall de Paul Verhoeven, interprété par Rachel Ticotin[5].

## Télévision
- Melina est un personnage récurrent dans la série d'animation Les As de la jungle.

## Autres
- Melina Philipsson est un synonyme du genre de mollusques bivalves Isognomon.
- Melina est le nom d'un personnage dans le jeu vidéo Elden Ring.